# Kapronca (Pleterniceszentmiklós)
Kapronca (horvátul: Požeška Koprivnica, 1981-ig Koprivnica Požeška) falu Horvátországban, Pozsega-Szlavónia megyében. Közigazgatásilag Pleterniceszentmiklóshoz tartozik.

## Fekvése
Pozsegától légvonalban 10, közúton 20 km-re délkeletre, községközpontjától 7 km-re délnyugatra, a Pozsegai-hegység délkeleti részén, két erdős magaslat közötti szűk völgyben, a Potočina (Lučice) és Čapljak-patakok összefolyásánál fekszik.

## Története
A régészeti leletek tanúsága szerint területe már a történelem előtti időben is lakott volt. Ezt igazolják a „Ječmišće” nevű lelőhely leletei. A Nova Kapela – Pozsega gázvezeték nyomvonalán 2009. május 18. és 30. között megelőző régészeti feltárásokat végeztek a nova gradiškai városi múzeum munkatársai Marija Mihaljević vezetésével. A feltárások során a Nova Kapela – Pleternica vasútvonaltól és a Jezerac-erdőtől keletre, Komorica és Kapronca közötti szántóföldön, a „Ječmišće” nevű lelőhelyen a neolitikumból és a késő bronzkorból származó leleteket találtak. A lelőhelyet sajnálatos módon a hosszú ideig tartó mezőgazdasági művelés majdnem teljesen megsemmisítette.
A település nevét 1331-ben említik először „Poss. Alsokoproncha”, illetve „Olkoproncha” alakban. Ekkor már feltehetően birtokmegosztás révén két részre Alsó- és Felsőkaproncára oszlott. 1341-ben másik része „Felsewkaproncha” néven, a falu 1415-ben „Poss. Kaproncha” alakban szerepel a korabeli forrásokban. Ez utóbbi említésekor fele részben a Garai, fele részben az Orbovai család birtokában volt. A falu plébániáját és Drakon nevű papját az 1335-ös pápai tizedjegyzék is megemlíti. 1341. augusztus 17-én Ambrus fiait István pilisi ispánt és Miklóst vezetik be Felsőkapronca birtokába. A dokumentumból kiderül, hogy a birtok egy részét „Aporketeluke” néven ismerik. 1415-ben Kaproncát addigi birtokosai a Csó nembeli István és Miklós a birtokot zálogba adták Garai Jánosnak. 1439-ben a birtok egy része néhai Tamási János fiai László és Henrik tulajdonába került.
A települést 1536 körül foglalta el a török és 150 évig török uralom alatt volt. Az 1545-ös török defterben nem szerepel. Ezen a részen „Dolci Varoš”, „Zagorovci” és „Adorjanovci” településeket említenek ekkor. A térség 1687-ben szabadult fel a török uralom alól. 1698-ban „Koprivnik” néven 9 portával a hajdútelepülések (pagus haidonicalis) között szerepel a török uralom alól felszabadított szlavóniai települések összeírásában. 1760-ban 47 ház állt a településen. A falu a 18. századig a völgy szűkebb, felső részén feküdt, csak ezután költözött a mai helyére.
Az első katonai felmérés térképén „Dorf Koprivnicza” néven található. Lipszky János 1808-ban Budán kiadott repertóriumában „Koprivnicza” néven szerepel. 
Nagy Lajos 1829-ben kiadott művében „Koprivnicza” néven 36 házzal, 141 katolikus és 80 ortodox vallású lakossal találjuk.
1857-ben 202, 1910-ben 458 lakosa volt. Az 1910-es népszámlálás szerint lakosságának 65%-a horvát, 35%-a szerb anyanyelvű volt. Pozsega vármegye Pozsegai járásának része volt. Az első világháború után 1918-ban az új szerb-horvát-szlovén állam, majd később (1929-ben) Jugoszlávia része lett. 1991-től a független Horvátországhoz tartozik. 1991-ben lakosságának 88%-a horvát, 5%-a szerb nemzetiségű volt. A településnek 2011-ben 246 lakosa volt. A településen templom, iskola, tűzoltószerház található.

## Lakossága
| Lakosság változása | Lakosság változása | Lakosság változása | Lakosság változása | Lakosság változása | Lakosság változása | Lakosság változása | Lakosság változása | Lakosság változása | Lakosság változása | Lakosság változása | Lakosság változása | Lakosság változása | Lakosság változása | Lakosság változása | Lakosság változása |
| ------------------ | ------------------ | ------------------ | ------------------ | ------------------ | ------------------ | ------------------ | ------------------ | ------------------ | ------------------ | ------------------ | ------------------ | ------------------ | ------------------ | ------------------ | ------------------ |
| 1857               | 1869               | 1880               | 1890               | 1900               | 1910               | 1921               | 1931               | 1948               | 1953               | 1961               | 1971               | 1981               | 1991               | 2001               | 2011               |
| 202                | 233                | 191                | 233                | 339                | 458                | 482                | 474                | 503                | 546                | 496                | 506                | 452                | 342                | 328                | 246                |

(1991-ig az azóta különvált Poloje lakosságával együtt.)

## Nevezetességei
A Mindenszentek tiszteletére szentelt római katolikus kápolnája a pleternicai plébánia filiája.

## Oktatás
A településen a pleternicai elemi iskola területi iskolája működik.